# 圣塞味利教堂

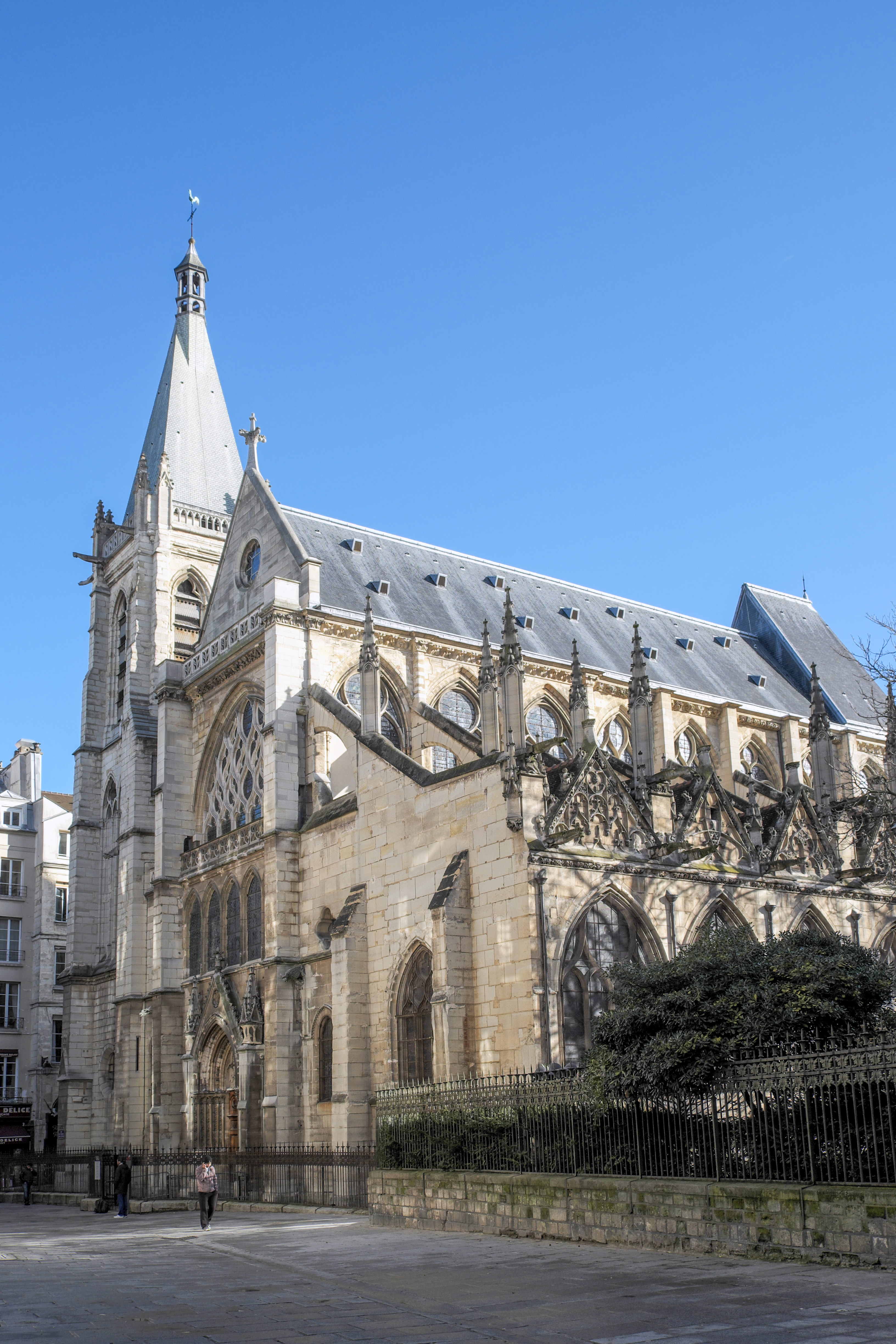

圣塞味利教堂（法語：Église Saint-Séverin）是巴黎第五区的一座天主教堂，左岸拉丁区最古老的教堂之一，位于可爱的观光街圣塞味利街3号。 
圣塞味利是一位在此居住祈祷的隐士，死后在此修建了教堂，后来被维京人摧毁，现在的教堂建筑始建于11世纪，完成于16世纪，火焰哥特式风格，装饰有滴水嘴兽、花窗玻璃，有大理石唱诗班席位和管风琴。1790年以前，巴黎教区的南部总执事驻扎于此。1956年在此发生基督徒士兵反对阿尔及利亚战争的示威，第二次梵蒂冈大公会议时期 该教堂以其圣餐礼仪著称。